# 傾いた建築物

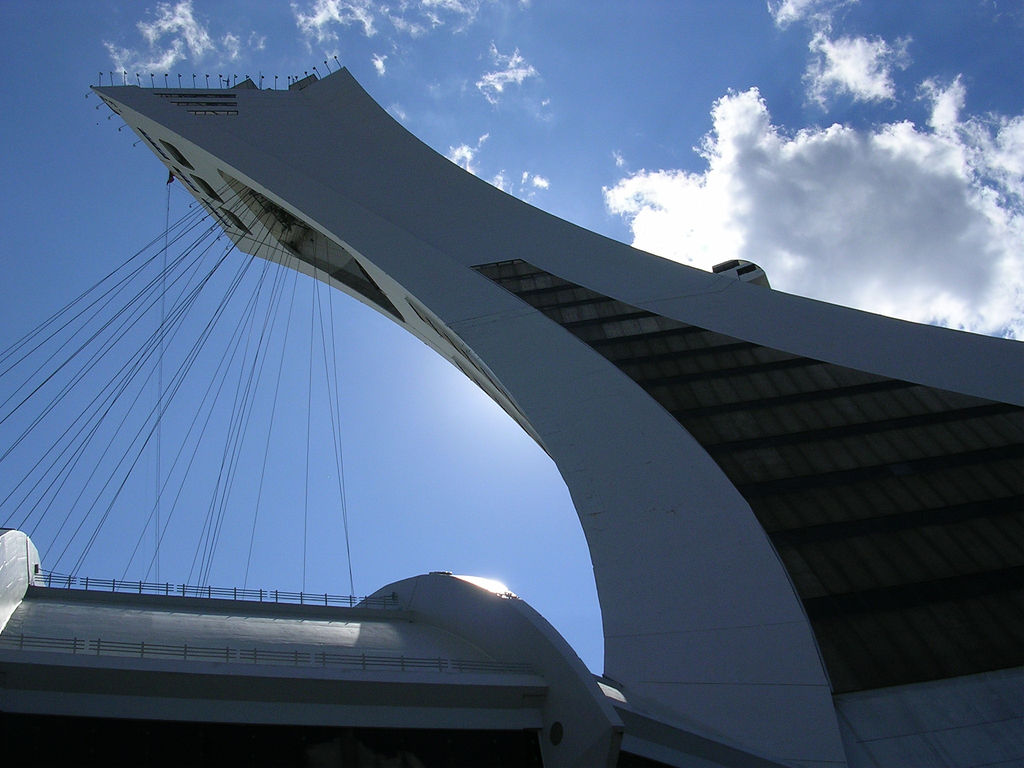
モントリオールのオリンピック・スタジアムの傾斜塔。

傾いた建築物（かたむいたけんちくぶつ）は、意図的に傾けて建てられた、または自然に傾いた建築物（傾斜塔）である。

## 概要
世界で最も有名な傾斜塔はイタリア ピサの「ピサの斜塔」であろう。ただし、この塔は元々は傾いていなかったし、傾くことを意図していたわけではない。
ズールフーゼンの斜塔は自然に傾斜した塔としては世界一であり、世界的に有名なピサの斜塔よりも1.22度傾いていたことで世界一傾いた塔としてギネスブックに認定されたこともあり、現在も意図せず傾斜した塔としてギネス記録を保持している。高さ25.705m、傾斜角5.1939°である。
世界一高い傾いた塔はカナダ モントリオールの「オリンピック・スタジアム」であり、その高さは約175mである。
傾斜角が世界一のビルはアブダビの「キャピタルゲートビル」で、高さ160m、傾斜角18°である。
スペイン マドリードの「プエルタ・デ・エウローパ」はツインタワーが揃って傾いている。ドイツ en:Villingen-Schwenningenにあるモール「en:Schwarzwald-Baar-Center」の屋根を支えるために用いられている。
傾いた建築物の一覧 (en) も参照のこと。

## 他の例
山の斜面に設置される送電塔 (en) は傾いて建設されることがある。このような傾いた送電塔はフーバーダムやスイスに多く見られる。
傾いた塔はロープウェイの支柱を支えるために用いられることもある。